# Monteithia nigra
Monteithia nigra är en insektsart som beskrevs av Evans 1968. Monteithia nigra ingår i släktet Monteithia och familjen dvärgstritar. Inga underarter finns listade i Catalogue of Life.